# Jaap Eden
Jacobus Johannes Eden, detto Jaap (Groninga, 19 ottobre 1873 – Haarlem, 2 febbraio 1925), è stato un pattinatore di velocità su ghiaccio e pistard olandese.
Unico uomo a vincere i mondiali nelle due discipline. Tra le donne vi sono riuscite Sheila Young e Christa Rothenburger. Nel 2019 la zecca olandese gli ha deicato una moneta in argento del valore nominale di 5 Euro.

## Palmarès
Campionati mondiali completi di pattinaggio di velocità
- 1893 -  Oro - Amsterdam
- 1895 -  Oro - Hamar
- 1896 -  Oro - San Pietroburgo

Campionati del mondo di ciclismo su pista
- 1894 -  Oro - Anversa - specialità 10 Km
- 1895 -  Oro - Colonia - specialità Sprint

## Record
Pattinaggio su ghiaccio di velocità
| Distanza | Tempo   | Data             | Località |
| -------- | ------- | ---------------- | -------- |
| 500 m    | 48.20   | 23 febbraio 1895 | Hamar    |
| 1500 m   | 2:25.4  | 23 febbraio 1895 | Hamar    |
| 5000 m   | 8:37.6  | 25 febbraio 1895 | Hamar    |
| 10000 m  | 17:56.0 | 23 febbraio 1895 | Hamar    |